# Franz Jonas
Franz Jonas (Floridsdorf 4 oktober 1899 - Wenen 24 april 1974) was een Oostenrijks politicus (SPÖ). Hij was van 1965 tot 1974 als opvolger van Adolf Schärf bondspresident van Oostenrijk.

## Biografie
Jonas die van Tsjechische afkomst was, volgde een opleiding tot schriftzetter. Aan het einde van de Eerste Wereldoorlog diende hij als soldaat aan het Italiaanse front. Na de oorlog was hij vrijkorpssoldaat actief tijdens de zogenaamde Kärntner Abwehrkampf (1919) waarbij de Oostenrijkers er in slaagde pogingen van Sloveense revolutionairen om het gebied rond Klagenfurt te bezetten en bij het nieuwe gevormde Koninkrijk van de Zuid-Slaven in te lijven af te slaan. Nadien was hij tot 1932 werkzaam als corrector bij een drukkerij. Vervolgens was hij partijsecretaris van de SDAPÖ in Floridsdorf, een arbeidersdistrict van Wenen dat volledig werd gedomineerd door de sociaaldemocraten.
Na het neerslaan van de socialistische Februari-opstand, de gevangenneming van vele sociaaldemocratische kopstukken en het verbod op de SDAPÖ was Jonas een van de weinige prominente socialisten die niet werd gevangengezet. Samen met nog vier andere maakte Jonas deel uit van het "comité van vijf" dat leiding gaf aan de illegale SDAPÖ. In 1935 werd hij alsnog gearresteerd maar tijdens een hoogverraadproces in 1936 vrijgesproken. Na de Anschluss (1938) en de daaropvolgende oorlogsjaren was Jonas werkzaam bij een locomotievenfabriek in Floridsdorf. Hij nam geen deel aan het verzet.
In april 1945 was hij betrokken bij de oprichting van de Sozialistische Partei Österreichs (SPÖ) en maakte vervolgens deel uit van het gemeentebestuur van Wenen. In 1951 volgde hij Theodor Körner, een partijgenoot die bondspresident van Oostenrijk was geworden, op als burgemeester van Wenen. Daarmee was hij ook Landeshauptmann, gouverneur, van de deelstaat Wenen. Hij bekleedde deze functie tot 1965. Daarnaast was hij ook plaatsvervangend voorzitter van de SPÖ.
Op 23 mei 1965 werd Franz Jonas gekozen tot bondspresident van Oostenrijk. Hij volgde hiermee de in het ambt overleden Adolf Schärf op. Als staatshoofd bezocht hij diverse landen en ontving verschillende buitenlandse staatshoofden. In 1971 werd hij als bondspresident herkozen.
Jonas, bij wie in 1973 kanker werd gediagnosticeerd, overleed op 24 april 1974 tijdens zijn tweede ambtsperiode. Hij was hiermee de twee Oostenrijkse president op rij die tijdens zijn tweede ambtsperiode als staatshoofd overleed. Hij werd als president opgevolgd door de partijloze Rudolf Kirchschläger.